# همیلتون لاسک
همیلتون لاسک (انگلیسی: Hamilton Luske؛ ‏ ۱۶ اکتبر ۱۹۰۳ – ۱۹ فوریهٔ ۱۹۶۸) کارگردان فیلم و انیماتور اهل ایالات متحده آمریکا بود. وی بین سال‌های ۱۹۳۴ تا ۱۹۶۸ میلادی فعالیت می‌کرد.
از فیلم‌ها یا مجموعه‌های تلویزیونی که وی در آن‌ها نقش داشته است، می‌توان به فردیناند، گاو نر، پیتر پن و آلیس در سرزمین عجایب، سیندرلا، فانتازیا، پینوکیو و صد و یک سگ خالدار، سلام برادران، بانو و ولگرد و مری پاپینز اشاره نمود.
وی همچنین برندهٔ جوایزی همچون جایزه اسکار بهترین جلوه‌های تصویری (بابت فیلم مری پاپینز) شده است.